# 布里安扎

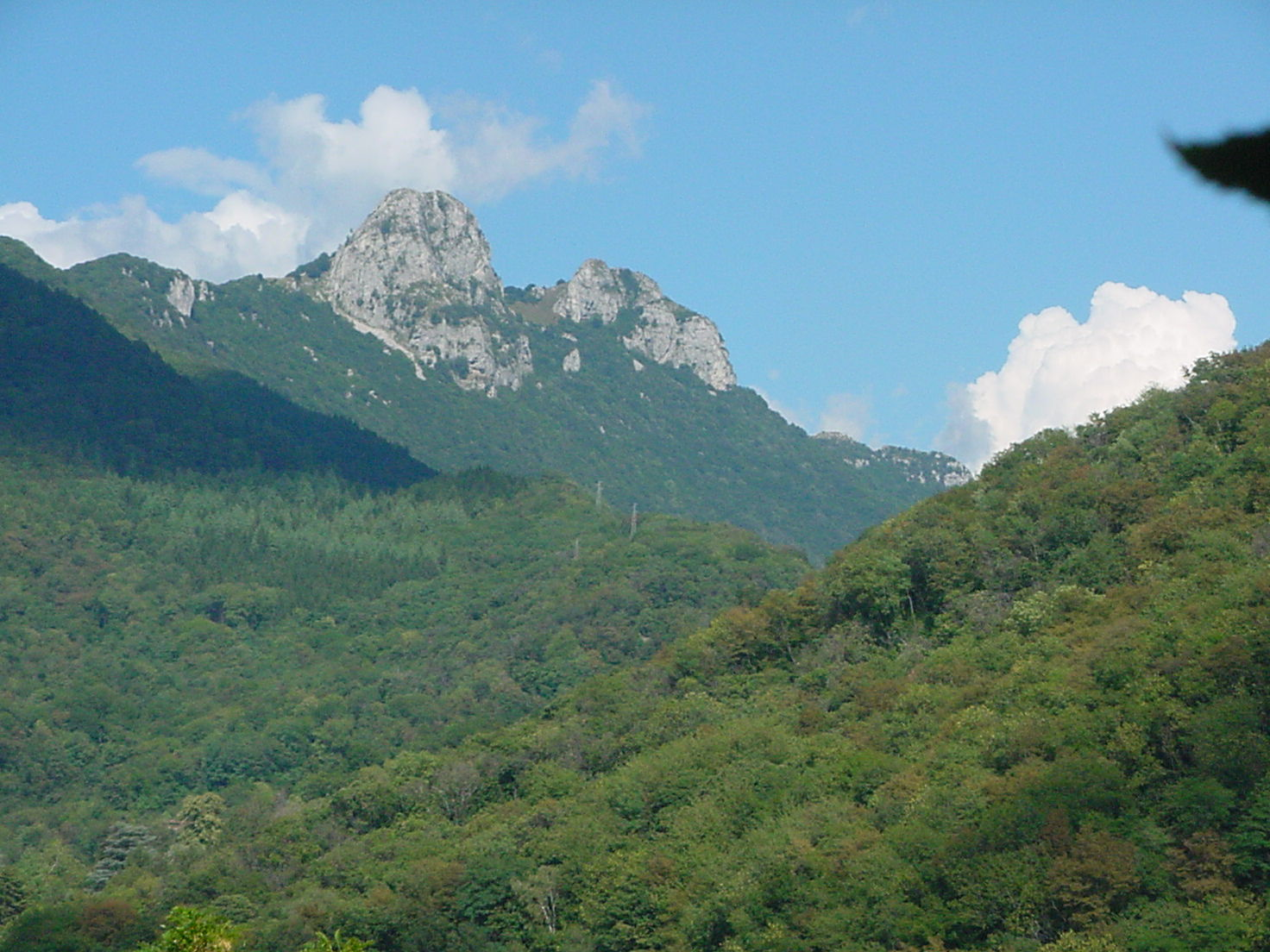
坎索峰

布里安扎（義大利語：Brianza）是阿尔卑斯山脉山脚下的一个地理区，位于意大利北部伦巴第大区。当地主要说意大利语、伦巴底语方言等。

## 地理
布里安扎的范围从坎索向北至蒙扎地区， 距米兰大约14 km。